# ملاحة بحرية

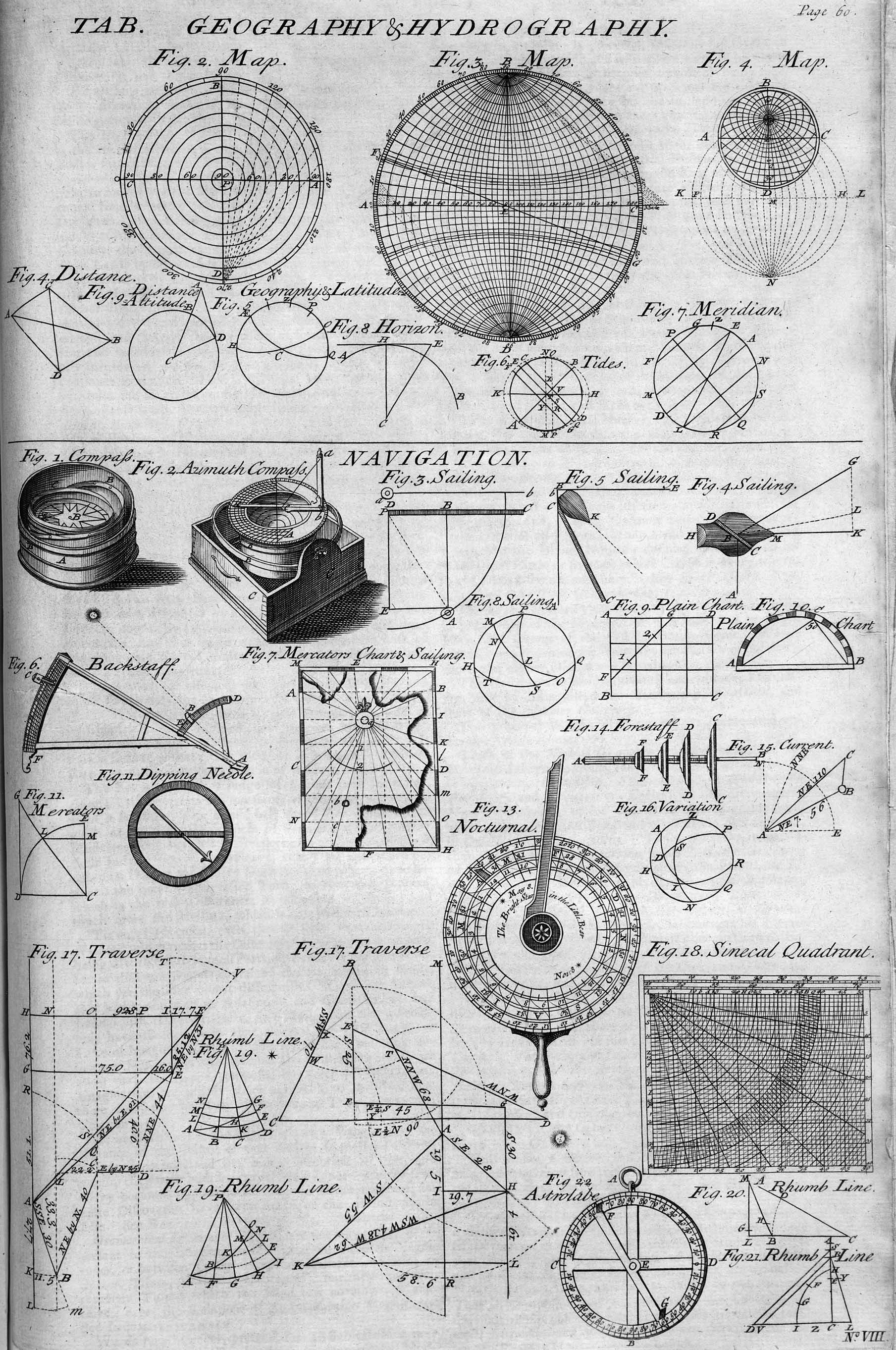
جدول الجغرافيا ومسح المسطحات والمجاري المائية والملاحة، من موسوعة تعود لسنة 1728.

الملاحة البحرية هي فن وعلم توجيه السفن من نقطة البداية إلى الوجهة بكفاءة ومسؤولية. وهو فن بسبب المهارة التي يجب أن يتمتع بها الملاح لتجنب مخاطر الملاحة، وهو علم لأنه يعتمد على المعارف الفيزيائية والرياضياتية والأوقيانوغرافية ورسم الخرائط والفلك وغيرها.
يمكن أن تكون الملاحة البحرية على سطح البحر أو تحته [الإنجليزية].